# Юлмухаметов, Ринад Салаватович
Юлмухаметов Ринад Салаватович (род. 17 января 1957, Верхнеиткулово) — советский и российский математик. Доктор физико-математических наук (1987), профессор (1993). Член-корреспондент АН Республики Башкортостан (1992).
С 1982 года научный сотрудник Отдела физики и математики, заместитель директора (1988—1993) Института математики УНЦ РАН, одновременно преподаёт на математическом факультете Башкирского государственного университета, (ныне Уфимский университет науки и технологий).
Руководитель грантов АН РБ «Целые и плюрисубгармонические функции. Проблема аппроксимации» и РФФИ «Целые и плюрисубгармонические функции. Применения».

## Образование
В 1979 году закончил математический факультет Башкирского государственного университета (ныне Уфимский университет науки и технологий), потом аспирантуру.
Кандидатская диссертация на тему: «Приближение субгармонических функций и ряды экспонент» под руководством профессора В. В. Напалкова защищена в Специализированном Совете Математического Института АН СССР (1983 год).
Докторская диссертация «Приближение субгармонических функций и применения» в Специализированном Совете Математического Института АН СССР им. В. А. Стеклова, 1987.

## Достижения в науке
1. доказаны теоремы о существовании целых функций с заданным асимптотическим поведением;
2. решена проблема спектрального синтеза в пространстве решений однородного уравнения свертки;
3. решена факторизационная проблема Л. Эренпрайса.

## Список трудов и публикаций
1. Пространство H(p) в круге. сб. БФАН СССР, Уфа, 1981.
2. Достаточные множества в одном пространстве целых функций. Математический сб. т. 116, № 3, 1981.
3. Целые функции, имеющие заданный индикатор роста и хорошую асимптотическую оценку. сб. БФАН СССР, Уфа, 1982
4. Асимптотическая аппроксимация целых функций. ДАН СССР, т. 264, № 4, 1982
5. Пространства аналитических функций, имеющих заданный рост вблизи границы. Математические заметки, т. 32, № 1, 1982
6. Приближение субгармонических функций. Математический сб. т. 124, № 3, 1984
7. Двойственность в выпуклых областях. сб. БФАН СССР, Уфа, 1984
8. Асимптотическая аппроксимация субгармонических функций. Сибирский мат. жур. т. 26, № 4, 1985
9. Аппроксимация субгармонических функций. Analysis Mathematica, т. 11, № 3, 1985
10. Квазианалитические классы функций в выпуклых областях. Математический сб., т. 130, № 4, 1986
11. Асимптотика плюрисубгармонических функций. препринт БФАН СССР, Уфа, 1987
12. Асимптотика разности субгармонических функций. Математические. заметки, т. 41, № 3, 1987
13. Аппроксимация опорных функций. Труды Всесоюзного симпозиума по теории приближения функций, Уфа, 1987
14. Достаточные множества в одном пространстве целых функций. сб. БФАН СССР, Уфа, 1987
15. Аппроксимация однородных субгармонических функций. Математический сб., т. 134, № 4, 1987
16. Асимптотика многомерного интеграла Лапласа. сб. БНЦ УрО АН СССР, Уфа, 1989
17. Луценко В. И. Обобщение теоремы Пэли-Винера на весовые пространства. Математ. заметки, т. 48, № 5,1990
18. Однородные уравнения свертки. ДАН СССР, т. 316, № 2, 1991
19. Луценко В. И. Теорема Пэли-Винера в пространствах Смирнова. Труды МИАН СССР им. В. А. Стеклова, 1991
20. Напалков В. В. (мл.) Весовые преобразования Фурье-Лапласа аналитических функционалов в круге. Математический сб., т. 183, № 11, 1992
21. Напалков В. В. (мл.) О преобразовании Коши функционалов на пространстве Бергмана. Математический сб., т. 185, № 7, 1994
22. Преобразование Фурье-Лапласа функционалов. кн. Линейные операторы в комплексном анализе", Ростов-на-Дону, 1994
23. Расщепление целых функций с нулями в полосе. Математический сб., т. 186, № 7, 1995
24. Проблема Эйренпрайса о факторизации в алгебрах гладких функций. Школа-конференция «Теория функций и её приложения», Казань, 1995
25. Разложение целых функций на произведение двух функций эквивалентного роста. Математический сб., т. 187, № 7, 1996
26. Целые функции многих переменных с заданным поведением в бесконечности. Изв. РАН. сер. мат., т. 60, № 4, 1996
27. Решение проблемы Эйренпрайса. Вестник БГУ, № 1, 1996
28. Разложение целых функций на произведение двух «почти равных» функций. Сибир. мат. жур., т. 38, № 2, 1997
29. Гладкая регуляризация плюрисубгармонических функций. Тезисы док. межд. конф. по компл. анализу и смеж. вопросам. Н.Новгород, 1997
30. Регуляризация плюрисубгармонических функций. Матем. заметки, т. 62, № 2, 1997
31. Целые функции с заданным асимптотическим поведением. Функ. анализ и его прил. т. 32, № 3, 1998
32. Луценко В. И. On Entire Functions with Given Asymptotic Behavior. Complex Variables, V.37, 1998
33. Решение проблемы Л. Эйренпрайса о факторизации. Докл. РАН, т. 360, № 1, 1998
34. Решение проблемы Л. Эйренпрайса о факторизации. Математический сб., т. 190, № 4, 1999
35. Абузярова Н. Ф. Сопряженные пространства к весовым пространствам аналитических функций. Сибир. мат. жур., т. 42, № 1, 2001
36. Трунов К. В. Квазианалитичность и задача Дирихле. Труды Матем. Центра им. Н. И. Лобачевского, Казань, 2001
37. Трунов К. В. Quasianalicity, completness of polynomials and the Dirichlet problem. Intern. Akhiezer Centenary Conf. «Theory of functions and math. physics», Kharkiv, 2001`
38. Исаев К. П. The Laplace transform of functionals on Bergman space. Inter. Conf. On Comp. Analysis And Poten. Theory, Kiev, 2001
39. Абузярова Н. Ф. The Cauchy transform on weighted spaces of analytic functions and some Hilbert scales. Inter. Conf. On Comp. Analysis And Poten. Theory, Kiev, 2001
40. Напалков В. В. (мл.) О преобразовании Гильберта в пространствах Бергмана. Матем. заметки, т.70, вып.1, 2001